# City-Pier-City Loop 2024
De 48e editie van de City-Pier-City Loop vond plaats op 10 maart 2024. Het evenement werd gesponsord door NN en naast de halve marathon, die als hoofdafstand van het evenement gold, werden er ook een 10 km en 5 km gelopen.
Voor aanvang van de wedstrijd werd er een minuut stilte gehouden naar aanleiding van het recente overleiden van Kelvin Kiptum. De wedstrijd werd bij de mannen gewonnen door Abdi Nageeye in een tijd van 1:00.21, een verbetering van zijn eigen Nederlandse record. Bij de vrouwen won de Keniaanse Susan Chembai.

## Uitslagen

### Mannen
| Plaats | Naam            | Land      | Tijd       |
| ------ | --------------- | --------- | ---------- |
| Goud   | Abdi Nageeye    | Nederland | 1:00.21 NR |
| Zilver | Mustefa Kedir   | Ethiopië  | 1:00.48    |
| Brons  | Tadesse Getahon | Israël    | 1:01.01    |
| 4      | Hillary Kering  | Kenia     | 1:01.52    |
| 5      | Oscar Niyonzima | Burundi   | 1:03.11    |
| 6      | Khalid Choukoud | Nederland | 1:03.31    |
| 7      | Tom Hendrikse   | Nederland | 1:03.46    |
| 8      | Roy Hoornweg    | Nederland | 1:03.48    |
| 9      | Frank Futselaar | Nederland | 1:04.06    |
| 10     | Remyo Tielsma   | Nederland | 1:04.46    |

### Vrouwen
| Plaats | Naam                   | Land                | Tijd       |
| ------ | ---------------------- | ------------------- | ---------- |
| Goud   | Susan Chembai          | Kenia               | 1:07.12    |
| Zilver | Katharina Steinruck    | Duitsland           | 1:09.58    |
| Brons  | Anne Luijten           | Nederland           | 1:10.39 PR |
| 4      | Jacelyn Gruppen        | Nederland           | 1:11.05    |
| 5      | Jennifer Gulikers      | Nederland           | 1:12.15    |
| 6      | Aleksandra Brezezinska | Polen               | 1:12.29    |
| 7      | Carolien Millenaar     | Denemarken          | 1:12.42    |
| 8      | Jill Holterman         | Nederland           | 1:12.55    |
| 9      | Maaike van Gelder      | Nederland           | 1:14.42    |
| 10     | Rachel Hadgkinson      | Verenigd Koninkrijk | 1:15.08    |

1975 ·
1976 ·
1977 ·
1978 ·
1979 ·
1980 ·
1981 ·
1982 ·
1983 ·
1984 ·
1985 ·
1986 ·
1987 ·
1988 ·
1989 ·
1990 ·
1991 ·
1992 ·
1993 ·
1994 ·
1995 ·
1996 ·
1997 ·
1998 ·
1999 ·
2000 ·
2001 ·
2002 ·
2003 ·
2004 ·
2005 ·
2006 ·
2007 ·
2008 ·
2009 ·
2010 ·
2011 ·
2012 ·
2013 ·
2014 ·
2015 ·
2016 ·
2017 ·
2018 ·
2019 (afgelast) ·
2020 ·
2021 (afgelast) ·
2022 ·
2023 ·
2024